# Kunglighet
En kunglighet är en person av kunglig familj.
Till kungligheter räknas monarker (kungar, kejsare, sultaner etc), monarkers ättlingar (prinsar, prinsessor et cetera) och kungligheters äkta makar, när de genom giftermålet fått den status som tillhör deras gemåler.